# Andéramboukane
Andéramboukane è un comune rurale del Mali facente parte del circondario di Ménaka, nella regione di Gao.